# Glycérol-3-phosphate déshydrogénase
Une glycérol-3-phosphate déshydrogénase (GPDH) est une oxydoréductase qui catalyse une réaction du type :
EC 1.1.1.8 : sn-glycérol-3-phosphate + NAD+  {\displaystyle \rightleftharpoons }  dihydroxyacétone phosphate + NADH+H+,
EC 1.1.5.3 : sn-glycérol-3-phosphate + une quinone  {\displaystyle \rightleftharpoons }  dihydroxyacétone phosphate + une hydroquinone.
Ces enzymes constituent un lien essentiel entre le métabolisme des glucides et celui des lipides, et sont également essentielles à la chaîne respiratoire des mitochondries dans le cadre de la navette du glycérol-3-phosphate, l'une des deux navettes mitochondriales. Elles ne doivent pas être confondues avec la glycéraldéhyde-3-phosphate déshydrogénase (GAPDH), qui agit sur un aldéhyde et non sur un alcool.
Le NAD+ est une coenzyme qui intervient dans les oxydations cellulaires, dont certaines — telles que la glycolyse — se déroulent dans le cytosol. Ces réactions le convertissent en NADH, qui est réduit dans les mitochondries pour régénérer le NAD+. Cependant, la membrane mitochondriale interne est imperméable à ces deux espèces chimiques, de sorte qu'une navette chimique doit être utilisée pour permettre aux électrons du NADH de la franchir.
La principale navette chimique est la navette malate-aspartate, suivie par la navette du glycérol-3-phosphate. Celle-ci fait intervenir les deux formes de GPDH :
- Dans le cytosol, la GPDH soluble (EC 1.1.1.8) convertit le NADH+H+ en NAD+ en réduisant la dihydroxyacétone phosphate (DHAP) en glycérol-3-phosphate :

- Dans la mitochondrie, la GPDH mitochondriale (EC 1.1.5.3) décharge les électrons du glycérol-3-phosphate sur un FAD pour donner du FADH2 et régénérer la DHAP ; le FADH2 réduit à son tour une ubiquinone, dont les électrons rejoignent ensuite le processus de phosphorylation oxydative ; des dérivés réactifs de l'oxygène sont produits à cette occasion[3],[4].

Outre son rôle dans la chaîne respiratoire, la GPDH mitochondriale semble également impliquée dans le métabolisme des spermatozoïdes, dans lesquels elle n'est pas localisée au sein des mitochondries. L'expression de cette enzyme est stimulée notamment par l'hormone thyroïdienne T3, c'est-à-dire la triiodothyronine,,